# Ernst Palmén
Ernst Philip Palmén, född 22 april 1916 i Helsingfors, död där 1 april 1991, var en finländsk zoolog och universitetsman. Han var sonson till historikern Ernst Gustaf Palmén.
Palmén blev filosofie doktor 1945. Han var 1949–1955 amanuens vid Tvärminne zoologiska station och 1955–1978 professor i zoologi vid Helsingfors universitet. Hans forskning gällde taxonomin och biologin hos ett flertal leddjursgrupper, bland annat gråsuggor, enkel- och dubbelfotingar samt insekter, där särskilt hans arbeten om den artrika familjen fjädermyggor (Chironomidae) kan nämnas. 
Palmén innehade ett stort antal uppdrag inom vetenskaps- och universitetsförvaltningen, bland annat som rektor (1973–1978) och kansler (1978–1983) för Helsingfors universitet. I början av 1970-talet bekämpade han de flesta av den socialistiskt dominerade studentrörelsens initiativ (bland annat "en man, en röst" inom högskoleförvaltningen). Han var också aktiv inom flera vetenskapliga samfund och stiftelser och gjorde en insats som redaktör för de biologiska publikationsserierna.